# Oleh Karamuška
Oleh Oleksandrovyč Karamuška (in ucraino Олег Олександрович Карамушка?; Kaniv, 30 aprile 1984) è un ex calciatore ucraino, di ruolo difensore.

## Carriera

### Club
Ha giocato nella prima divisione ucraina ed in quella bielorussa.

### Nazionale
Ha giocato nella nazionale ucraina Under-21.

## Palmarès

### Club

#### Competizioni nazionali
- Supercoppa d'Ucraina: 1

Šachtar Donec'k: 2005